# Artefacte de compressió

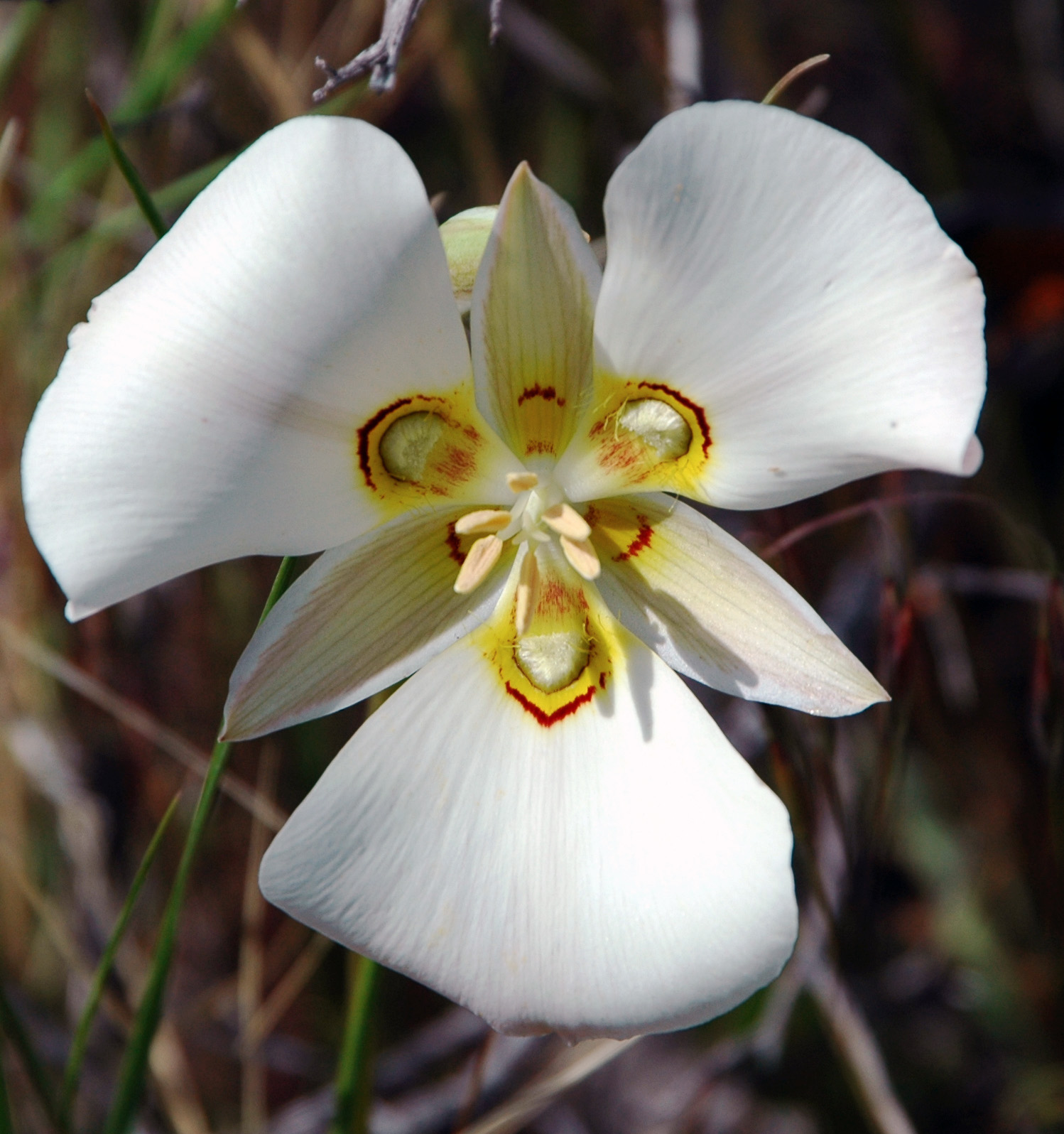
Imatge original, amb una bona gradació de color

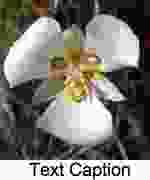
Pèrdua de claredat de vora i "fuzziness" (dissipació) en el to amb gran compressió de JPEG

Artefacte de compressió (o artefacte) és una distorsió en els continguts audiovisuals causada per l'aplicació de compressió de dades dissipada.
La compressió de dades dissipada implica que es descarten algunes dades dels continguts audiovisuals de manera que s'esdevé una reducció suficient per a ser emmagatzemades dins de l'espai de disc desitjat o ser transmeses dins les limitacions d'amplada de banda (conegut com a relació de dades o bit rate del contingut audiovisual que es retransmet). Si el compressor no pot reproduir prou dades en la versió comprimida per a reproduir l'original, el resultat és una qualitat molt minvada i és llavors que apareixen els artefactes. Això succeeix perquè l'algorisme de compressió no és prou intel·ligent per a discriminar entre distorsions d'importància subjectiva petita i aquelles distingibles per l'espectador.
Els artefactes de compressió ocorren dins de molts mitjans de comunicació comuns com DVDs, formats d'arxiu d'ordinador com JPEG, Mp3, o arxius de MPEG, i algunes alternatives al disc compacte, com el Sony MiniDisc. Els continguts no comprimits (com en els Laserdiscs, Àudio CDs, i fitxers WAV) o continguts comprimits sense pèrdua (com FLAC o PNG) no tenen pas artefactes de compressió.
La minimització d'artefactes perceptibles és un objectiu clau dins la implantació dels algoritmes de compressió amb pèrdua. Tanmateix, els artefactes també poden ser ocasionalment intencionats i produïts amb propòsits artístics, un estil conegut com a glitch art o datamoshing.
Tècnicament parlant, un artefacte de compressió és una classe particular d'error de dades que és normalment la conseqüència de la quantització en compressió de dades dissipada. Quan s'usa la transformació codificada, s'assumeix la forma de les funcions bàsiques de l'espai del codi a transformar.

## Imatges

Il·lustració de l'efecte de compressió de JPEG en una imatge lleugerament sorollosa amb una mescla de text i espai en blanc. El text és una captura de pantalla d'una conversa de Viquipèdia amb el soroll afegit (intensitat 10 a Paint.NET). Un frame de l'animació desada com a JPEG (qualitat 90) i recarregada. Ambdós frames foren llavors ampliats per un factor de 4 (el més òptim possible).

Quan s'aplica una codificació en bloc basada en la quantificació, és quan poden aparèixer artefactes de diversos tipus en la compressió JPEG.
- Ringing
- Contouring
- Posterizing
- Soroll d'escalament (aliasing) al llarg les vores corbades
- Blockiness en "regions" ocupades (artefactes dels límits del bloc, a vegades anomenat macroblocking, quilting, o checkerboarding)

Altres algoritmes amb pèrdua, els quals utilitzen el patró que aparella a des-duplica símbols similars, són propensos a introduir errors en els textos impresos difícils de detectar en el seu interior. Per exemple els números "6" i "8" poden acabar reemplaçats. Això ha estat observat que pot passar amb JBIG2 en certes màquines de fotocopiar.

### Artefactes de límit del bloc

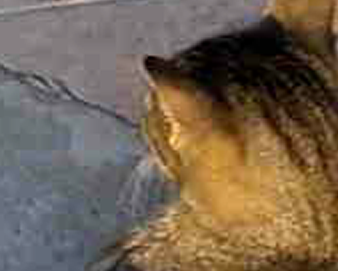
Artefactes de codificació del bloc en una imatge de JPEG. Els blocs plans són causats per quantificació tosca. Mostra discontinuïtats visibles en transformar fronteres de bloc de la imatge.

A índexs de bit baixos, qualsevol esquema de bloc dissipat de codificació introdueix artefactes visibles dins dels blocs de píxel i a les fronteres dels blocs. Aquestes fronteres poden ser transformades a fronteres de bloc, fronteres de predicció de bloc, o tots dos, i pot coincidir amb fronteres de macroblock. El terme macroblocking és generalment utilitzat malgrat la causa de l'artefacte. Altres noms inclouen enrajolar, mosaicing, pixelating, quilting, i checkerboarding.
Els artefactes de bloc són el resultat de la codificació de transformació en bloc. Aquesta transformació (per exemple de transformació de cosinus) és aplicada a un bloc de píxels, i per aconseguir compressió dissipada, es transforma els coeficients de cada bloc fins que quantifiquen zero. En abaixar la relació de bits, el més pròxim al coeficient és representat i el que menys ho és quantificat a zero. Estatísticament, les imatges tenen més baixa-freqüència que alt-contingut de freqüència, així que és el contingut de freqüència baixa que resta després de la quantificació, el qual resulta en esborronament i blocs de baixa resolució. Dins el cas més extrem només el DC-coeficient, que és el coeficient que representa el color mitjà d'un bloc és retingut i en transformar el bloc és només un color sol després de la reconstrucció.
Aquest procés de quantificació és aplicat individualment en cada bloc, el més pròxim quantifica de manera diferenciada a la quantificació dels blocs. Això dirigeix a discontinuïtats a les fronteres dels blocs. Aquestes són més visibles en àrees planes, on hi ha poc detall per emmascarar l'efecte.

### Reducció d'artefacte de la imatge
Diverses aproximacions han estat proposades per reduir efectes de compressió de la imatge, però per utilitzar tècniques de descompressió/de compressió estandarditzades i retenir els beneficis de compressió (per cas, emmagatzematge i transmissió més baixa costos), molts d'aquests mètodes se centren en el "postprocessament" —que és, processar les imatges quan es reben o es visualitzen. Cap tècnica de postprocessament ha aconseguit mostrar una millora en la qualitat d'imatge en cap cas; consegüentment, cap ha generat una acceptació àmplia, encara que algunes han estat implementades i són usades en sistemes propietaris. Molts programes d'edició fotogràfica, redueixen els artefactes en el format propietari JPEG a través d'algoritmes. Molt maquinari de consum domèstic anomena aquesta reducció de soroll com a "que processa correu".

## Vídeo

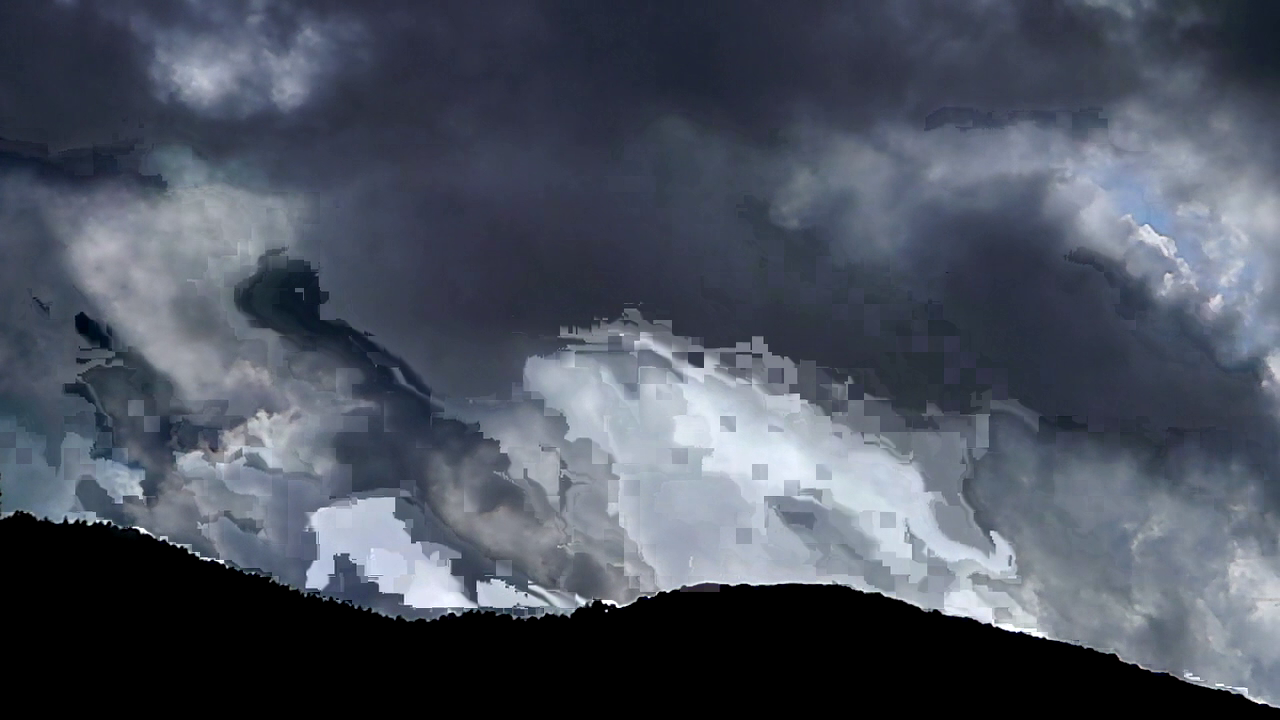
Exemple d'imatge amb artefactes a causa d'un error de transmissió

Quan s'usa la predicció de moviment, com en MPEG-1, MPEG-2 o MPEG-4, els artefactes de compressió tendeixen a quedar en diversos frames descomprimits, i es mouen amb el flux òptic de la imatge, dirigint un efecte estrany, de manera que es dibuixa un efecte d'"engrut" que va seguint el moviment dels objectes de l'escena.
Els errors de dades en la transmissió de bits comprimida, és molt probable que causi errors de transmissió, pot originar errors en quantitats bastant elevades, o pot deturar el processament de l'emissió de dades completament durant un període, portant al fet que es "fragmenti" la imatge. On els errors bruts han ocorregut en la transmissió de bits, els descodificadors continuen aplicant actualitzacions a la fotografia per un interval curt de temps, creant un efecte "d'imatge fantasma", fins que es rep el següent frame comprimit. En codificació d'imatge en MPEG, es coneix aquest efecte com a "I-frames", referint-se amb "I" al concepte "intra". Fins que el següent I-frame no arriba, el descodificador pot donar un error desconegut.

### Compensació del moviment de límit de bloc dels artefactes
Les discontinuïtats de frontera del bloc poden ocórrer a les vores de blocs de predicció quan es compensa el moviment. En la compensació del moviment en vídeo, la imatge a tractar és prevista remarcant els blocs (macroblocks, particions, o unitats de predicció) de píxels que anteriorment s'han descodificat en frames. Si dos blocs veïns utilitzen un vector de moviment diferent, hi haurà una discontinuïtat a la vora entre els blocs.

### Soroll de mosquit
Els artefactes de compressió en vídeo inclouen resultats acumulatius de compressió que afecten les imatges fixes, per exemple comprenent imatges quietes, per exemple amb casos d'artefactes circulars o altres defectes de les vores en successives imatges en una seqüència que porten a obtenir una imatge norrosa de punts al voltant dels marges, anomenat mosquito noise, ja que s'assemblen a un eixam de mosquits.

### Reducció d'artefactes als vídeos
Els artefactes als límits dels blocs poden ser reduïts aplicant deblocking filter. Tal com es fa en codificació d'imatge f9xa, és possible d'aplicar un filtre deblocking a la sortida del descodificador en el postprocessament.
Dins de la predicció del moviment en la codificació de vídeo amb un bucle de predicció tancat, el descodificador utilitza la sortida descodificadora com la referència per la predicció de quins marcs futurs seran pronosticats. Al final, el codificador conceptualment integra un descodificador. Si aquest "descodificador" actua en un deblocking, el que es desbloca en la fotografia és llavors utilitzat com a fotografia de referència per la compensació del moviment, el qual millora l'eficàcia de codificació per impedir una propagació d'artefactes de bloc a través dels frames. Això és anomenat com a filtre in-loop deblocking. Els estàndards que especifiquen un filtre in-loop deblocking inclou VC-1, H.263 Annex J, H.264/AVC, i H.265/HEVC.

## Àudio
La compressió d'àudio amb pèrdua treballa amb un model psicoacústic—un model que es basa en la percepció de l'oïda humana. Els formats de compressió amb pèrdua d'àudio involucra normalment l'ús d'una transformació que domina el temps/freqüència, com una transformació directa del cosinusmodificat. Amb el model psicoacístic, l'emmascarament dels efectes com el de la freqüència i temporal és el que s'explota, fent que el so resulti imperceptible i que no es registri. Per exemple, en general, els éssers humans són incapaços de percebre un to baix simultàniament amb un to similarment alt. Una tècnica de compressió amb pèrdua identificarà aquest to baix i provarà d'eliminar-lo. Amb compressió baixa, s'aplica un model psicoactiu conservador utilitzat amb blocs de mida petita.
Quan el model psicoacústic no és acurat, la transformació de la mida del blog se'n ressent, o quan la compressió utilitzada és massa agressiva pot resultar en l'aparició d'artefactes de compressió. Els artefactes de compressió d'àudio apareixen com a brunzits, pre-ecos, "birdie artifacts", apaivagaments, sotracs, refilades, dringaments metàl·lics, una sonoritat submarina, xiuxiueig o "granulat".
Una bona manera d'escoltar els artefactes en la compressió d'àudio és en una compressió relativament alta de fitxers d'àudio (per exemple a 96 kbit/sec en Mp3). En general, els tons musicals tenen waveforms repetides i variacions més previsibles en el volum, on l'aplaudiment acaba sent aleatori i, per tant, difícil de comprendre. Una pista altament comprimida amb aplaudiments il·lustrarà el "dringar metàl·lic" i altres artefactes de compressió molt clarament.

## Ús artístic
Els artefactes de compressió intencionats poden ser utilitzats com a estil visual, de vegades conegut com a glitch art.
En imatges quietes, un exemple són els Jpegs del fotògraf alemany Thomas Ruff, el qual utilitza artefactes de JPEG intencionat com la base de l'estil de la fotografia.
Dins l'art de vídeo, una tècnica és la de datamoshing, on dos vídeos són intercalats i els seus marcs intermedis a partir de dues fonts separades. Una altra tècnica implica senzillament la transcodificació d'un format de vídeo dissipat a un altre, el qual explota la diferència en com els de còdecs de vídeo processen el moviment i la informació de color. La tècnica va ser iniciada per l'artista pioner Bertrand Planes en col·laboració amb Christian Jacquemin el 2006 amb DivXPrime, Sven König, Takeshi Murata, Jacques Perconte i Paul B Davis en col·laboració amb Paperrad, i més recentment també ha estat utilitzat per David OReilly i també en vídeos musicals per Chairlift i Kanye West.